# Seraph of the End
Seraph of the End (jap. 終わりのセラフ, Owari no Serafu, dt. „Seraph des Endes“) ist ein japanischer Manga von Takaya Kagami (Idee), Daisuke Furuya (Storyboards) und Yamato Yamamoto (Zeichnungen). Das Werk lässt sich in das Genre Fantasy einordnen und wird unter anderem als Light Novel und Anime adaptiert.

## Handlung
Im Jahr 2012 kamen durch eine vermeintlich von einem Virus ausgelöste Katastrophe alle Menschen über 13 Jahre ums Leben. Im Anschluss kamen die Vampire aus ihren Verstecken und übernahmen die Welt unter dem Vorwand, die Kinder zu beschützen. Diese dienen den Vampiren jedoch nur als Blutspender. Zu diesen Kindern gehören die beiden Waisenkinder Yūichirō Hyakuya (百夜 優一郎) und Mikaela Hyakuya (百夜 ミカエラ). Vier Jahre später, beide nun 12 Jahre alt, planen und unternehmen die beiden mit den restlichen Kindern aus dem Waisenhaus nun eine Flucht aus der unterirdischen Stadt der Vampire, in die sie gebracht worden waren. Dabei werden sie von dem hochrangigen Vampir Ferid Bathory (フェリド・バートリー, Ferido Bātorī) gestellt, der ein Gemetzel anrichtet, bei dem nur Yūichirō entkommen kann. Dieser fasst den Entschluss sich an den Vampiren für den Tod seiner Waisenfamilie zu rächen, wobei ihm gelegen kommt, dass er nach seiner Flucht von Guren Ichinose (一瀬 グレン) aufgelesen wird, dem Anführer der „Mondjäger-Einheit“ (月鬼ノ組) der „Japanischen Kaiserlichen Dämonenarmee“ (日本帝鬼軍), die mittels dämonischer Waffen Jagd auf Vampire macht. Die eigentliche Handlung setzt weitere vier Jahre später ein. Zu dieser Zeit ist Yūichirō bereits Kadett und damit ein Mitglied der Armee, nachdem er mehreren Mitschülern das Leben gerettet hatte.
Doch die Armee will ihn noch nicht am offiziellen Training teilhaben lassen. Stattdessen schicken sie die Top-Schülerin Shinoa Hiragi, um ihn zu beobachten und heimlich in Teamfähigkeiten zu trainieren, da selbst mit Dämonen die stärkeren Vampire nur als Team besiegt werden können. Yūichirō, der ein sehr guter Kämpfer, aber mieser Teamplayer ist, schafft es sich wiederholt zu beweisen, auch gelingt es ihm in einer Art Test einen schwächeren Dämon zu besiegen.
Kurz danach kommt er mit besagter Schülerin mit seinem einzigen Vertrauten Yoichi Saotome, der eigentlich ziemlich schüchtern und körperlich schwach ist, in das offizielle Training. Hierbei lernt Yūichirō Shiho Kimiziki kennen, mit welchem er ziemlich oft konkurriert, da dieser für seine todkranke Schwester der Stärkste werden will. Trotzdem freunden die beiden sich nach und nach an, wobei es öfters zu Konflikten kommt. Einer dieser Konflikte führt dazu, dass Guren alle Schüler der Macht seines extrem starken Dämonen aussetzt. Yūichirō, Yoichi und Shiho sind die einzigen Schüler, die diesem Druck standhalten und somit die Chance bekommen mit einem der stärksten Dämonen einen Pakt zu schließen und somit eine Waffe zu erhalten, die auch Vampire töten kann. Alle drei schaffen es trotz einiger Probleme, woraufhin sie zusammen mit Shinoa und Mitsuba Sangu, die mit Shinoa verwandt ist, in ein Team kommen. Guren benennt Shinoa zur Teamleiterin, was die erfahrenere Mitsuba verärgert.
So erkunden sie feindliches Terrain und treffen auf ein kleines Mädchen, welches von einem Monster gejagt wird. Mitsuba verbietet einzugreifen, da diese Monster von den Vampiren kontrolliert werden und es sich offensichtlich um eine Falle handelt. Yūichirō widersetzt sich dem Befehl und rettet das Mädchen trotzdem. Wie erwartet greifen nun Vampire an. Nachdem Yūichirō das Monster getötet hat, kämpft das Team zusammen gegen die Vampire, welche zum Schluss die Flucht ergreifen. Von dem Mädchen erfahren sie die Position eines Außenlagers der Vampire. Dieses greifen sie schließlich an und befreien es von den Vampiren. Kurz darauf attackieren diese aber den Grenzwall. Den dort postierten Soldaten gelingt es nicht die Stellung zu halten. Zufälligerweise ist auch Yūichirōs Team anwesend. Nun treffen sie auf einen der Ahnen, welche die stärksten Vampire überhaupt sind, und auf seine zwei Gefolgsdamen, welche zu dem ranghöheren Vampir-Adel, also dem Stärksten nach den Ahnen, gehören. Allerdings kommt es zu keinem Kampf, da der Ahne etwas zu tun hat. Trotzdem demonstriert er eindrucksvoll seine Stärke und seine absolute Überlegenheit gegenüber den Menschen.
Kurz darauf attackiert die „Black Demon“ Einheit, die Elite der Japanischen Kaiserlichen Dämonenarmee, eine Vampir Einheit, in der viele adelige Vampire sind. Yūichirō und Shinoa werden kurzzeitig von ihren Team, das auch zu den Black Demon gehört, getrennt. Yūichirō eilt diesen dann zur Hilfe, da diese dabei sind besagte Einheit anzugreifen. Als Yūichirō dann mitten im Gefecht erscheint, stellt sich heraus, dass Bathory, der Vampir, der Yūichirōs Familie auf dem Gewissen hat und auch Yūichirōs Bruder Mika, welcher inzwischen ein Vampir, aber anders als alle anderen Vampire, ist, ebenfalls in den Kämpfen verwickelt sind. Es sieht nicht gut für die Menschen aus, als der Ahne plötzlich dazu kommt. Yūichirō wird von Mika von den anderen Menschen getrennt, welcher dann versucht ihn zu überzeugen, mit ihnen zu flüchten und vor den Menschen zu warnen, da diese für das Massensterben der Menschen verantwortlich waren und verbotene Magie benutzten. Als Yūichirō sieht, dass sein Vorbild Guren, der ihn damals rettete, tödlich verwundet und seine besten Freunde von dem Ahnen und seinen Gefährtinnen ausgesaugt werden, bricht etwas in ihm. Es stellt sich heraus, dass an ihm und seinen Geschwistern die verbotenen Techniken angewandt wurden. Yūichirō verliert die Kontrolle und wird zu einem halben „Seraph of the End“. Er ist nun extrem stark, will aber nur töten. Der Ahne stellt sich Yūichirō in den Weg, doch gibt er nach einem Schlag, welcher ein Hochhaus spaltet, aber auf. Die Vampire treten den Rückzug an. Yūichirō wütet währenddessen weiter, bis er von Shinoa aufgehalten wird. Vorher tötet er sie aber fast. Krul Tepes, die Vampirkönigin Japans und eine der stärksten Ahnen, bekommt daraufhin Probleme, da sie die Aufgabe hatte, alle „Seraph of the end“ zu vernichten.

## Veröffentlichungen

### Manga
Der Manga wird vom Light-Novel-Autor Takaya Kagami (Densetsu no Yūsha no Densetsu, Itsuka Tenma no Kuro Usagi) geschrieben, dessen Texte dann in Storyboards von Daisuke Furuya und diese schließlich von Yamato Yamamoto zeichnerisch umgesetzt werden. Das erste Kapitel erschien am 4. September 2012 (Ausgabe 5/2012) von Shūeishas Manga-Magazin Jump Square. Die Einzelkapitel wurden bisher in 34 Sammelbänden zusammengefasst (Stand April 2025). Die Serie verkaufte sich bis Oktober 2014 mehr als 1,8 Millionen Mal.
Auf Deutsch erscheint der Manga seit April 2016 bei Kazé Manga bzw. Crunchyroll in bisher 33 Bänden (Stand Juni 2025). Der Manga wurde in den USA von Viz lizenziert die sowohl seit Oktober 2013 die Kapitel parallel zu deren japanischer Veröffentlichung übersetzen und diese digital als Teil ihres Online-Magazins Weekly Shonen Jump unter dem Titel Seraph of the End: Vampire Reign herausbringen, als auch seit dem 3. Juni 2014 die Einzelbände.
Daneben erscheint mit Serapuchi! − Owari no Seraph 4-koma Hen (せらぷち!〜終わりのセラフ４コマ編〜) eine von Ren Aoki gezeichnete Parodie im Yonkoma-Format (Comic Strip). Diese erscheint seit dem 19. Dezember 2014 zuerst im Magazin Jump SQ.19 (Vol. 17) und wechselte dann nach dessen Einstellung mit Vol. 18 (19. Februar 2015) zur Jump Square. Am 4. Dezember 2015 wurde der erste Sammelband veröffentlicht.
Eine Manga-Adaption des Light-Novel-Spinoffs Owari no Seraph: Ichinose Guren, 16-sai no Catastrophe wird in Japan seit dem 2. Mai 2017 (Ausgabe 6/2017) im Gekkan Shōnen Magazine von Kōdansha. Die von Yō Asami gezeichneten Kapitel wurden in bisher (Stand: April 2019) vier Sammelbänden zusammengefasst.

### Light Novel
Parallel zum Manga erschien zwischen dem 4. Januar 2013 und 2. Dezember 2016 die Romanreihe Owari no Seraph: Ichinose Guren, 16-sai no Catastrophe (終わりのセラフ 一瀬グレン、16歳の破滅, Owari no Serafu: ~ Katasutorofi) die von Takaya Kagami geschrieben und von Yamato Yamamoto illustriert wird. Deren Handlung ist unmittelbar nach der Apokalypse angesetzt mit Guren Ichinose als Protagonisten und erzählt damit die Ereignisse acht Jahre vor der eigentlichen Handlung des Manga. Sie ist in sieben Bänden abgeschlossen und wird in Deutschland seit Dezember 2017 von Kazé Manga unter dem Titel Seraph of the End – Guren Ichinose: Catastrophe at Sixteen verlegt. Der US-Verlag Vertical veröffentlicht die Reihe seit dem 26. Januar 2016.
Eine weitere Light-Novel-Reihe namens Owari no Seraph: Kyūketsuki Mikaela no Monogatari (終わりのセラフ 吸血鬼ミカエラの物語) von Kagami und Yamamoto erscheint seit dem 4. Dezember 2015 in bisher (Stand: April 2019) zwei Bänden.

### Hörspiel
Am 1. Februar 2013 wurde im Segment Vomic (von voice und comic) von Shūeishas Jump-Fernsehsendung Sakiyomi Jum-Bang! auf TV Tokyo die erste Folge eines Hörspiels zum Manga aufgeführt. Bis Ende August 2013 wurde dann auf der Vomic-Website insgesamt acht Teile veröffentlicht.

### Anime
Das Animationsstudio Wit Studio adaptierte den Manga unter der Regie von Daisuke Tokudo, der von Masashi Koizuka assistiert wurde. Das Character Design stammt von Satoshi Kadowaki. Das Drehbuch aller Folgen stammt von Hiroshi Seko, wobei der Autor des Mangas Takaya Kagami an diesen mitarbeitet und auch weitere noch nicht im Manga veröffentlichte Handlungsstücke beitragen wird.
Die 24 Folgen wurden in zwei Staffeln aufgeteilt, von denen die erste vom 4. April bis 20. Juni und die zweite – Owari no Seraph: Nagoya Kassen-hen – vom 10. Oktober bis 26. Dezember 2015 auf dem Sender Tokyo MX ausgestrahlt wurde, sowie mit bis zu einigen Tagen Versatz auch auf Mainichi Hōsō, TV Aichi, AT-X und BS11.
Bei der Jump Special Anime Festa Tour vom 3. bis 15. November 2015 in neun japanischen Städten sollte eine Sonderfolge gezeigt werden, möglicherweise die  offiziell am 3. Oktober 2015 erschienene Zusammenfassung der ersten Staffel.
In Europa wurde die Serie als Simulcast von Viewster lizenziert, die ihn als Seraph of the End – Vampire Reign bzw. Seraph of the End – Battle in Nagoya parallel zur japanischen Ausstrahlung mit deutschen, englischen und spanischen Untertiteln streamen, während die Serie in Nordamerika von Funimation für den Heimvideomarkt und als Simulcast erworben wurde. ProSieben Maxx zeigte beide Staffeln im Fernsehen vom 11. Mai bis 29. Juli 2016 bzw. 8. Februar bis 3. Mai 2017.

#### Musik
Der Soundtrack zur Serie stammt von Hiroyuki Sawano, Takafumi Wada, Asami Tachibana und Megumi Shiraishi, wobei ersterer auch als Sound Producer fungiert.
Bei der ersten Staffel wird der Vorspanntitel X.U. von SawanoHiroyuki[nZk]:Gemie gesungen und der Abspanntitel scaPEGoat von SawanoHiroyuki[nZk]:Yosh. Für die zweite Staffel kommt im Vorspann Two souls -toward the truth- von fripSide zum Einsatz und im Abspann Orarion (オラリオン) von Nagi Yanagi.

### Synchronisation
| Rolle                             | japanischer Sprecher (Seiyū) | japanischer Sprecher (Seiyū)          | deutscher Sprecher                                                                       |
| Rolle                             | Hörspiel                     | Anime                                 | deutscher Sprecher                                                                       |
| --------------------------------- | ---------------------------- | ------------------------------------- | ---------------------------------------------------------------------------------------- |
| Yūichirō Amane / Yūichirō Hyakuya | Romi Park                    | Miyu Irino Yū Shimamura (jung)        | Karim El Kammouchi (stimme 1) Nico Sablik (stimme 2 & aktuell) Caroline Combrinck (jung) |
| Mikaela Shindō / Mikaela Hyakuya  | Daisuke Kishio               | Kenshō Ono Haruka Chisuga (jung)      | Felix Mayer Daniela Reidies (jung)                                                       |
| Shinoa Hiiragi                    | Aki Toyosaki                 | Saori Hayami                          | Katharina von Daake                                                                      |
| Guren Ichinose                    | Kenji Hamada                 | Yūichi Nakamura                       | Oliver Scheffel                                                                          |
| Yoichi Saotome                    | Chikahiro Kobayashi          | Nobuhiko Okamoto Miyuki Kobori (jung) | Johannes Wolko Daniela Molina (jung)                                                     |
| Shihō Kimizuki                    | Jun Fukuyama                 | Kaito Ishikawa                        | Benjamin Hirt                                                                            |
| Mitsuba Sangū                     | Suzuko Mimori                | Yuka Iguchi                           | Patricia Strasburger                                                                     |
| Ferid Bathory                     | Tarusuke Shingaki            | Takahiro Sakurai                      | Dirk Meyer                                                                               |
| Krul Tepes                        | Kana Hanazawa                | Aoi Yūki                              | Laura Preiss                                                                             |

Die deutsche Sprachfassung entstand in München durch die Firma Violetmedia GmbH.

### Musical
Vom 4. bis 11. Februar 2016 lief eine Musical-Umsetzung von Owari no Seraph, nach dem Text und der Regie von Muck Akazawa. Diese wurde im AiiA 2.5 Theater Tokyo aufgeführt.